# Mitromica africana
Mitromica africana is een slakkensoort uit de familie van de Costellariidae. De wetenschappelijke naam van de soort is voor het eerst geldig gepubliceerd in 1996 door Rolàn & Fernandes.